# Leprechaunismus
Der Leprechaunismus ist ein sehr seltenes angeborenes Fehlbildungssyndrom mit Gesichtsauffälligkeiten, Hyperinsulinismus aufgrund eines Defektes am Insulinrezeptor.
Synonyme sind:  Donohue-Syndrom; Insulinrezeptordefekt
Der Begriff bezieht sich aufgrund des Aussehens der Betroffenen auf die Sagenfigur des Leprechaun, die Namensbezeichnung auf den Erstautor der Erstbeschreibung aus dem Jahre 1948 durch den kanadischen Pathologen W. l. Donohue und Mitarbeiter.

## Verbreitung
Die Häufigkeit ist nicht bekannt, die Vererbung erfolgt autosomal-rezessiv.

## Ursache
Der Erkrankung liegen Mutationen im INSR-Gen auf Chromosom 19 Genort p13.2 zugrunde.

## Klinische Erscheinungen
Klinische Kriterien sind:
- Hyperinsulinismus
- intrauterine Wachstumsstörung und Minderwuchs
- Hypertrichose
- Pseudoacanthosis nigricans
- vermindertes subkutanes Fettgewebe
- Elfengesicht mit großen weiten Augen, Hypertelorismus, dysplastische lappige Ohren, Vollwangigkeit
- Ovarialzysten
- angeborene Gynäkomastie, Klitorishypertrophie,  psychomotorische Retardierung[3]

## Diagnose
Die Diagnose ergibt sich aus den klinischen Befunden, sie kann humangenetisch gesichert werden.

## Differentialdiagnose
Abzugrenzen sind andere Erkrankungen aus der Gruppe der extrem insulin-resistenten Syndrome:
- Lipodystrophien
- Rabson-Mendenhall-Syndrom
- Insulinresistenz-Syndrom Typ A
- Insulinresistenz-Syndrom Typ B